# René Pujol
Pour les articles homonymes, voir Pujol.
Amédée Ferdinand Pujol, dit René Pujol, est un scénariste, réalisateur, écrivain et librettiste français, né le 18 août 1887 à Bordeaux (Gironde) et mort le 20 janvier 1942 dans le 8e arrondissement de Paris.

## Biographie
D'abord journaliste, René Pujol publie, au début des années 1920, de la littérature populaire sous le nom de René Pons : romans d'anticipation scientifique, romans d'amour et romans policiers. Pour la scène lyrique, il écrit des livrets d'opérette et des sketches. 
Dans les années 1930, il entreprend une carrière de réalisateur et de scénariste au cinéma. Il réalise notamment Chacun sa chance, qui voit les débuts à l'écran de Jean Gabin. Il est également le scénariste, entre autres, des Deux Orphelines, réalisé par Maurice Tourneur, sorti en 1933.

## Publications

### Ouvrages
- L'Homme qui gagne, Éditions françaises illustrées, 1919
- Le Soleil noir, Lectures pour tous, 1921
- S.O.S., Librairie des Champs-Élysées, Le Masque no 27, 1928
- Le Détective bizarre, Fayard, 1929
- L'Héritage de Gengis Khan, Fayard, 1929
- La Planète invisible, Sciences et Voyages, 1931
- Au temps des brumes, Sciences et Voyages, 1931
- La Chasse aux chimères, éditions des Portiques, 1932
- Le Resquilleur sentimental, Tallandier, 1933
- Lévy-Durand, banquier, Tallandier, 1933
- Le Mystère de la flèche d'argent, Librairie contemporaine, 1933
- Amédée Pifle, reporter, éditions des Portiques, 1934
- La Résurrection de M. Corme, éditions de France, coll. À ne pas lire la nuit, 1935

### Articles
- « Un beau sujet de film »  (ill. Maurice Leroy), L'Image, no 1,‎ 1932, p. 28-30 (lire en ligne)
- « L'Enfant prodige »  (ill. Maurice Leroy), L'Image, no 4,‎ 1932, p. 24-26 (lire en ligne)
- « Un beau sujet de film »  (ill. Maurice Leroy), L'Image, no spécial,‎ 17 mars 1932, p. 28-30 (lire en ligne)
- « Parler sa vie… »  (ill. Maurice Leroy), L'Image, no 8,‎ 1932, p. 25-27 (lire en ligne)
- « Présentation »  (ill. Maurice Leroy), L'Image, no 12,‎ 1932, p. 25-27 (lire en ligne)
- « Le Petit Recommandé »  (ill. Maurice Leroy), L'Image, no 18,‎ 1932, p. 25-27 (lire en ligne)
- « Monsieur Cerbère »  (ill. Maurice Leroy), L'Image, no 30,‎ 1932, p. 3-4 (lire en ligne)
- « On va tourner »  (ill. Maurice Leroy), L'Image, no 35,‎ 1932, p. 3-5 (lire en ligne)
- « Version bilingue »  (ill. Maurice Leroy), L'Image, no 46,‎ 1933, p. 28-30 (lire en ligne)

## Filmographie

### Comme réalisateur
- 1931 : Chacun sa chance
- 1933 : Tout pour rien
- 1934 : Dactylo se marie
- 1936 : Passé à vendre
- 1936 : J'arrose mes galons
- 1936 : Bach détective
- 1937 : Un de la Canebière
- 1937 : Trois Artilleurs au pensionnat
- 1937 : La Griffe du hasard
- 1937 : La Peau d'un autre
- 1938 : Trois Artilleurs en vadrouille
- 1938 : Titin des Martigues
- 1938 : Ça... c'est du sport
- 1938 : Les Rois de la flotte
- 1938 : Le Plus Beau Gosse de France
- 1939 : Deux de la réserve
- 1939 : Les Gangsters du château d'If
- 1939 : Ma tante dictateur
- 1940 : Faut ce qu'il faut (Monsieur Bibi)

### Comme scénariste et/ou dialoguiste
- 1930 : Le Roi des resquilleurs
- 1931 : Tout ça ne vaut pas l'amour
- 1931 : J'ai quelque chose à vous dire
- 1931 : Chacun sa chance
- 1931 : Gagne ta vie
- 1931 : Son Altesse l'amour
- 1931 : Le Roi du cirage de Pierre Colombier
- 1931 : La Bande à Bouboule de Léon Mathot
- 1932 : Conduisez-moi Madame de Herbert Selpin
- 1933 : La Margoton du bataillon
- 1933 : La Pouponnière
- 1933 : Les Deux Orphelines de Maurice Tourneur
- 1933 : Six cent mille francs par mois de Léo Joannon
- 1933 : Une idée folle
- 1933 : Toto de Jacques Tourneur
- 1933 : Mirages de Paris de Fedor Ozep (adaptation et dialogues)
- 1933 : Théodore et Cie de Pierre Colombier
- 1933 : Tout pour rien
- 1934 : Y faut s'marier (court-métrage documentaire)
- 1934 : Une femme chipée
- 1934 : Le Train de 8 heures 47 de Henry Wulschleger (dialogues)
- 1934 : On a volé un homme
- 1934 : Une nuit de folies
- 1934 : Dactylo se marie
- 1934 : Bouboule 1er, roi nègre
- 1934 : L'Auberge du petit dragon
- 1934 : Le Père Lampion
- 1935 : Voyage d'agrément
- 1935 : Si j'étais le patron de Richard Pottier (dialogues, avec Jacques Prévert)
- 1935 : Lune de miel, de Pierre-Jean Ducis
- 1935 : Son Excellence Antonin de Charles-Félix Tavano
- 1935 : Le Billet de mille
- 1935 : Le Comte Obligado
- 1935 : Monsieur Sans-Gêne
- 1935 : La Mascotte
- 1935 : Et moi, j'te dis qu'elle t'a fait de l'œil de Jack Forrester
- 1935 : Juanita
- 1935 : Fanfare d'amour
- 1935 : Arènes joyeuses
- 1935 : La Marraine de Charley de Pierre Colombier (dialogues)
- 1936 : Marinella de Pierre Caron
- 1936 : Coup de vent
- 1936 : Une fille à papa
- 1936 : Le cœur dispose de Georges Lacombe
- 1936 : One Rainy Afternoon, de Rowland V. Lee
- 1936 : Passé à vendre
- 1937 : La Souris bleue
- 1937 : Les Dégourdis de la 11e de Christian-Jaque (scénario avec Jean Aurenche)
- 1937 : La Griffe du hasard
- 1937 : La Caserne en folie
- 1937 : Les Secrets de la mer Rouge de Richard Pottier
- 1938 : Le Plus beau gosse de France
- 1938 : Tricoche et Cacolet
- 1938 : Lumières de Paris de Richard Pottier (scénario avec Richard Liebmann)
- 1938 : Le Dompteur de Pierre Colombier
- 1939 : Les Gangsters du château d'If
- 1940 : Bécassine
- 1941 : Fromont jeune et Risler aîné
- 1942 : Cartacalha, reine des gitans
- 1942 : Défense d'aimer
- 1945 : Le Roi des resquilleurs

### Comme compositeur
- 1931 : Atout cœur d'Henry Roussell
- 1931 : Après l'amour de Léonce Perret
- 1931 : La Bande à Bouboule de Léon Mathot

## Théâtre et opérettes
- 1928 : Yes de Pierre Soulaine, Albert Willemetz, Robert Bousquet, René Pujol, musique Maurice Yvain, Théâtre des Capucines
- 1929 : Vive Leroy , opérette d'Henri Géroule et René Pujol, musique Fred Pearly et Pierre Chagnon, mise en scène Harry Baur, Théâtre des Capucines
- Minouche, 1929
- Bégonia, 1930
- Six filles à marier, 1930
- Miami, 1930
- La Pouponnière, 1932
- 1935 : Une nuit, comédie en 3 actes de René Pujol, Théâtre Daunou
- La Margoton du bataillon, 1937
- Destination inconnue, 1939
- 1940 : Ce coquin de soleil, opérette de Raymond Vincy, mise en scène René Pujol, Théâtre des Célestins